# Karol Štúr (básník)
Karol Štúr (25. března 1811, Trenčín – 13. ledna 1851, Modra) byl slovenský básník, kněz a učitel. Užíval také pseudonymy Drahotín spod Rokoše a Drahotín Štúr.

## Životopis
Narodil se jako nejstarší syn učitele, přičemž měl ještě tři mladší bratry a sestru. Vyrůstal v Uhrovci, vzdělání získával na gymnáziu v Győru, v Šoproni a na bratislavském evangelickém lyceu, které ukončil v roce 1833. Zde i v roce 1829 založil Společnost česko-slovanskou (spolu s Samem Chaloupkou, Danielem Lichardem a dalšími) a ve školním roce 1832–1833 byl jejím místopředsedou a knihovníkem. Ve vzdělávání pokračoval studiem teologie a pracoval jako vychovatel v obci Záriečie. V letech 1835–1836 studoval v Berlíně, pak byl jistý čas u rodičů v Uhrovci a od roku 1838 působil jako kaplan ve Vrbovém.
V roce 1839 se stal profesorem a rektorem na evangelickém gymnáziu v Modre, kde v roce 1843 přijal i několik studentů, kteří odešli z bratislavského lycea na protest proti zbavení jeho bratra Ľudovíta profesury. Od roku 1846 byl slovenským farářem v Modre a své profesorské místo svěřil Jánu Kalinčiakovi. Ačkoliv se přímo neúčastnil revolučního hnutí v letech 1848–1849, často byl perzekvován, a to i pro činnost bratra Ľudovíta. Společně s ním byli v boji proti maďarizaci podporováni hrabětem Zayem. Karol Štúr zemřel ve věku 39 let, zůstala po něm vdova a sedm dětí, o které se staral dále jeho bratr Ľudovít.

## Tvorba
Básně začal skládat jako student, přičemž vycházel ze své záliby v antických vzorech. Své básně psal česky. Mezi jeho díla patří i časoměrný žalozpěv k úmrtí profesora Samuela Zsigmondyho, žalozpěv ke smrti Karla Hynka Máchy, ale také několik prozaických útvarů s lidově-výchovným zaměřením. Svá díla publikoval v almanachu Plody a v několika časopisech. Světabolné nálady překonával ve svých dílech povzbuzováním k činorodé práci, ale také stále jasnějšími slovanskými perspektivami. Kromě vlastní tvorby se také věnoval překladům z řečtiny, kde překládal zejména Platóna a Aristofana.

## Dílo
- 1836 – Starobylí Řekové (vyšlo v almanachu Plody)
- 1836 – Rozchod Hektora s Andromache (vyšlo v almanachu Plody)
- 1836 – Mé rozkoše (vyšlo v almanachu Plody)
- 1836 – Na odcházejícího Sokrata (vyšlo v almanachu Plody)
- 1844 – Ozvěna Tatry, dvoudílná báseň
  - 1. část – Zpěvy (lyrická): naříká nad bídou Slováků, zaostalostí ducha, národní neuvědomělostí a maďarizačním útlakem
  - 2. část – Pověsti (epická): vychází z pověstí o slovenských hradech
- Nad hrobem Homerovým
- Slavěny nářek
- Pouť mladého pěvce, žalozpěv na památku smrti Karla Hynka Máchy
- Slzba
- Dlhá chvíle